# Vialfrè
Vialfrè (piemontesisch Vialfrèj, im lokalen Dialekt Jalfrèj) ist eine Gemeinde in der italienischen Metropolitanstadt Turin (TO), Region Piemont.

## Lage und Einwohner
Der Ort liegt 42 km nördlich von Turin, auf einer Höhe von 470 m über dem Meeresspiegel. Das Gemeindegebiet umfasst eine Fläche von 4,49 km² und hat 262 Einwohner (Stand 31. Dezember 2023). 
Die Nachbargemeinden sind San Martino Canavese, Scarmagno, Agliè und Cuceglio. 

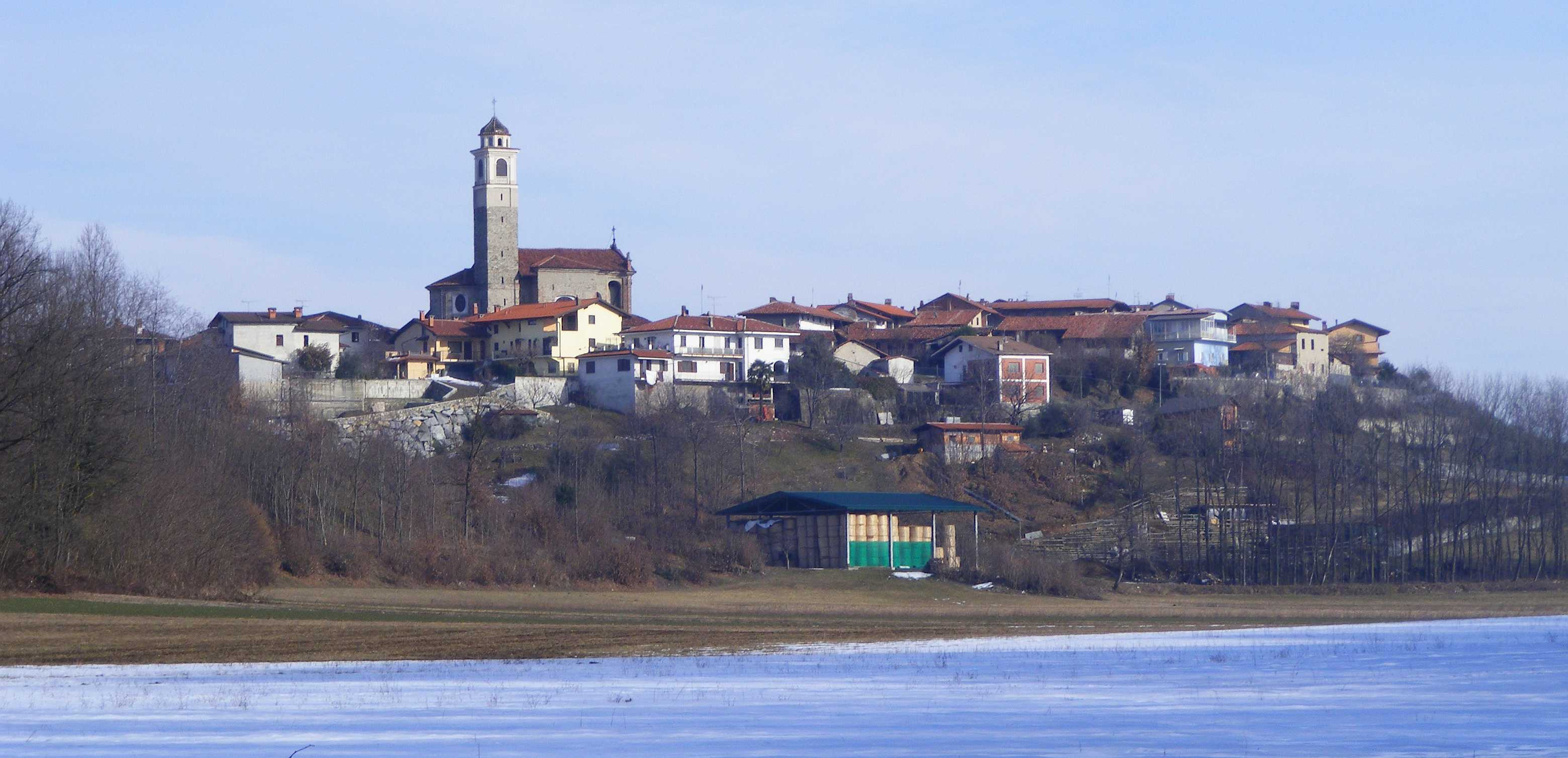
Ansicht von Vialfrè

## Geschichte
Der Ursprung des Namens Vialfrè ist nicht sicher, es wurden jedoch verschiedene Hypothesen aufgestellt. Erstens geht es auf Alfredo zurück, einen der ersten Grafen von Canavese, der diesem viel älteren Land seinen Namen gab und es Vicus Alfredi nannte. Andere vermuten, dass es im 10. Jahrhundert einen Bischof namens Vialfredi gab. Es wurde jedoch kein authentisches Dokument gefunden, das dies bestätigt. Man kann daher davon ausgehen, dass es am Ursprung des Namens Vialfrè einen viel älteren Namen gab, nämlich den von Vicus Bafredi oder einfach nur Bafredus. Dieser Name und ähnliche Namen wie Valfredus bezeichneten einst eine Kriegsmaschine in Form eines hohen Turms auf vier Rädern, die bei Belagerungen eingesetzt wurde. Mitte des 13. Jahrhunderts war Vialfrè ein Lehen der Grafen von St. Martin.
Im Jahr 1263 schworen auch 34 Männer aus Vialfrè im Bund einen Eid, um gegen die Berrovieri zu kämpfen. Es gibt auch keine Informationen über Vialfrè während des Canavese-Krieges von 1300. Wir wissen jedoch, dass die Einwohner von Vialfrè am Tuchinaggio beteiligt waren und die alte Burg, die Heimat der Feudalherren, zerstörten. Der Tuchinaggio (1386–1391) ist ein Volksaufstand der Bevölkerung der Berge, Hügel und Ebenen vom Canavese gegen die örtlichen Feudalherren mit wirtschaftlichen, politischen und sozialen Auswirkungen. Von der alten Burg San Martino und einigen Ruinen des Klosters San Nicola sind nur noch wenige Überreste übrig, mit denen die Volkstradition die tragische Episode der Pest von 1630 in Verbindung bringt. Nicht weit davon entfernt, auf einem Hügel, befindet sich die Wallfahrtskirche Santa Maria della Rotonda.
Im Jahr 1869 waren in Vialfrè drei Seidenspinnereien mit über 300 Arbeitern tätig. Weitere Informationen über Vialfrè stammen aus dem Jahr 1870, dem Jahr, in dem es 508 Einwohner, 137 Familien und 128 Häuser, 11 politische Wähler und 84 Verwaltungswähler gab (vor einem Jahrhundert war das Wahlrecht nur Männern mit einem Einkommen und einer Ausbildung vorbehalten).

## Sehenswürdigkeiten
- Die Dorfkirche Parrocchiale di San Pietro
- Gran Bal Trad, ein internationales Festival für traditioneller Musik und Tanz